# Egyptens nye hovedstad Sportshal
Ny administrativ hovedstad Sportshal er en indendørs multiarena i Egyptens nye hovedstad, Egypten, med plads til 5.200 tilskuere til sportsarrangementer.
I arenaen blev benyttet under VM i håndbold 2021 for mænd, for gruppekampene, slutspilskampe og placeringskampe.